# Poeciliopsis prolifica
Poeciliopsis prolifica är en fiskart som beskrevs av Miller, 1960. Poeciliopsis prolifica ingår i släktet Poeciliopsis och familjen Poeciliidae. IUCN kategoriserar arten globalt som nära hotad. Inga underarter finns listade i Catalogue of Life.